# 포드 모터 컴퍼니 오브 재팬
포드 모터 컴퍼니 오브 재팬 주식회사(영어: Ford Motor Company of Japan Limited)는 미국 기반 자동차 제조사인 포드 모터 컴퍼니의 일본 자회사였다.

## 역사

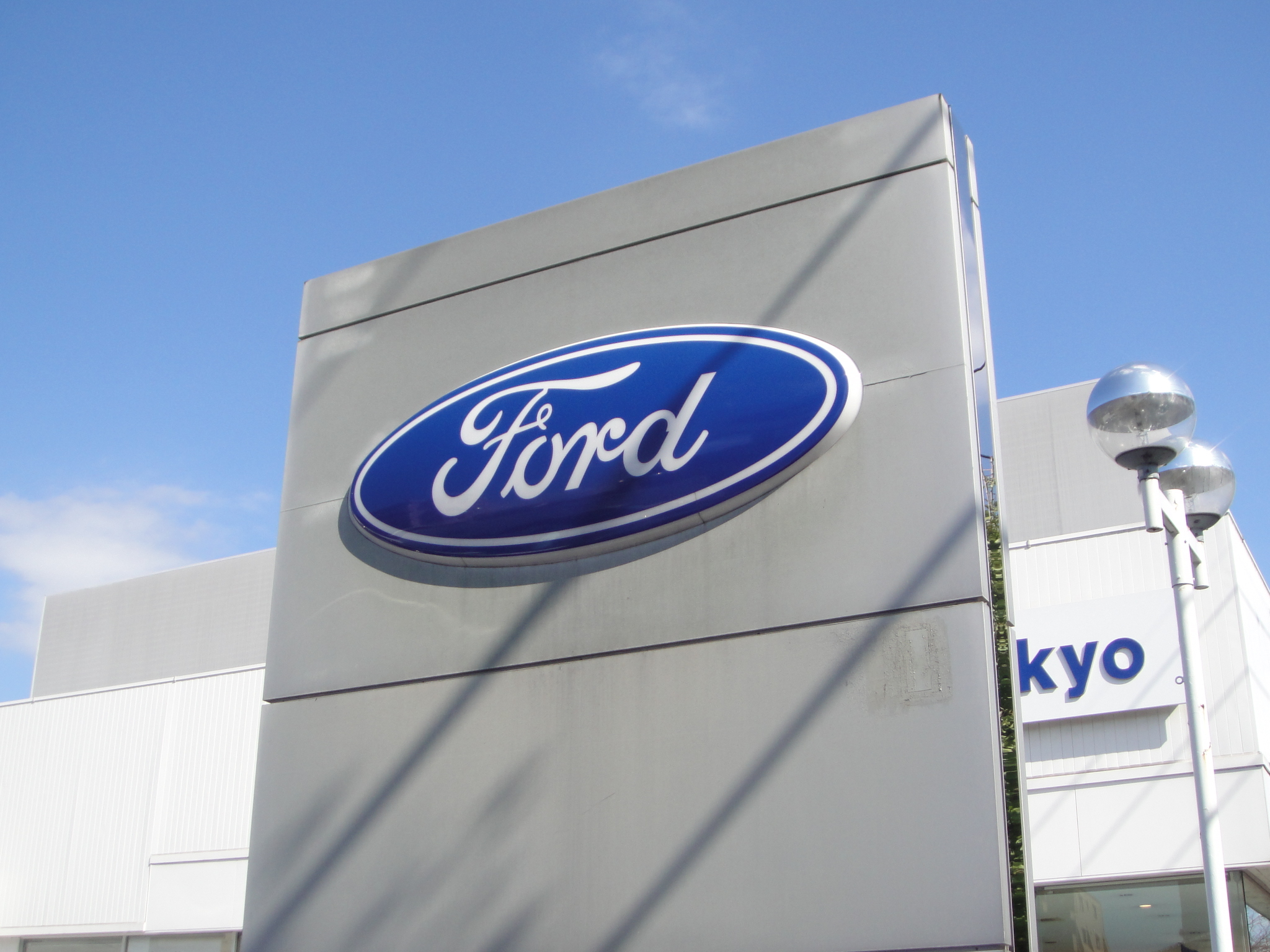
일본 내 포드 표지판

1917년부터 최초의 포드 차량은 세일즈 & 프레저에 의해 일본에서 판매되었지만, 딜러 네트워크를 구축하려 하지 않았다. 포드 재팬의 영업 부서는 1922년에 부적절한 인프라로 인해 자동차 판매에 적합하지 않다고 판단했지만, 포드 수출 담당 러셀 I. 로버지가 아시아 여행 중에 일본 시장의 잠재력을 인지했다.
포드는 1925년에 요코하마시에 자회사를 설립했다. 1925년부터 1935년까지 일본 자동차 시장은 미국 제조사들(1926/27년부터는 제너럴 모터스, 1930년부터는 크라이슬러와 함께)에 의해 지배되었다. 1930년에는 포드와 제너럴 모터스의 합산 시장 점유율이 95%에 달했다. 1936년에 기존 외국 기업의 연간 생산량 증가를 허용하지 않는 새로운 법률이 제정되었고, 추가적인 경제 및 정치적 요인으로 인해 포드(다른 미국 제조사들과 마찬가지로)는 1939년에 사실상 일본 시장에서 철수했다.
포드 브랜드는 일본 정부의 상호 선전포고 이후 1941년에 공식적으로 해산되었다. 제2차 세계대전 이후 사업을 재개하려는 모든 시도는 처음에는 실패했다. 닛산 자동차 또는 토요타 자동차와의 계약은 체결되지 못했고, 부지 매각도 실패했다.
포드는 1974년에 일본으로 자동차 수입을 재개했다. 또한 마쓰다에서 제조되어 배지 엔지니어링으로 포드 로고를 부착한 차량도 판매되었다. 적어도 1980년대 중반에는 이러한 접근 방식이 일본에서 미국 자동차 브랜드의 USP였다. 한 소스는 포드를 제조사로 나열하지만, 마쓰다 본사를 지칭한다.
2016년 1월, 포드 모터 컴퍼니는 이 판매 지역이 예측 가능한 미래에 수익성이 없을 것으로 판단하여 연말에 일본과 인도네시아 시장에서 철수할 것이라고 발표했다.

## 모델
수입 차량의 경우, 포드는 일본에서 주로 왼손잡이 구동 모델을 제공했다(주목할 만한 예외는 3세대 포드 토러스). 판매된 일부 모델, 예를 들어 포드 이스케이프는 대만의 포드 리오 호 모터에서 제작되었다.